# Nyah
Nyah – miasto w Australii, w stanie Wiktoria.